# 噶尔-纳木错断层带
噶尔-纳木错断层带，或称噶尔-措迈断层带、革吉-念青唐古拉断层带，是位于青藏高原上的一条断层带。它西起革吉邦巴（旧属噶尔），向东经亚热、隆格尔、扎日南木错南、措迈（属昂仁县）至纳木错以东的念青唐古拉山脉西麓而止。
噶尔-纳木错断层带是冈底斯地块的块内断裂，在喜马拉雅地块开始与已经拼合到欧亚板块之上的冈底斯地块碰撞的华北构造期间开始发育。早期表现为由北向南的逆冲断层，中期呈现斜冲-韧性剪切性运动，晚期则表现为左行走滑特征。
噶尔-纳木错断层带在地貌上表现为隔开南边的冈底斯山和北边的羌塘高原的东西向长条低地。在这条低地内发育了大量的内陆湖泊，成为青藏高原上有名的湖区。西藏最大的一些湖泊如纳木错、格仁错、昂孜错、当惹雍错、扎日南木错、塔若错、昂拉仁错等均位于这一低地内。